# Климатология
Климатологията (от старогръцки κλίμα – наклон и старогръцки λόγος – учение, наука) е наука, изучаваща особеностите на климата и всички явления, свързани с него, както в глобален, така и в регионален аспект.
По-рано като подраздел на метеорологията е влизала в географските науки. Сега климатологията се счита за интердисциплинарна наука, влизаща в състава на науките за Земята.

## История на климатологията
Един от създателите на климатологията в съвременната европейска наука е великият испански историк, географ и натуралист Хосе де Акоста. В неговия труд „Истории“ (1590) за първи път се развива идеята за разпределението на топлината в зависимост от географската ширина, за посоката на теченията и много физични явления и процеси: различия в климата, активността на вулканите, земетресенията, видовете ветрове и генезиса на тяхното възникване. Александър фон Хумболт го удостоява със званието един от основателите на геофизиката за многобройните му изследвания в областта на метеорологията и физиката.
В 1686 година Едмънд Халей след пътешествието си в Южното полукълбо съставя и публикува карта на пасатите. Бенджамин Франклин, един от титаните на XVIII столетие първи начертава на картата Гълфстрийма за ползване в корабоплаването между Съединените щати и Европа. Френсис Галтън въвежда термина антициклон през 1863 година. Германският климатолог Хелмут Ландсберг използва пръв статистическия анализ в климатологията.